# DOCSIS
Data Over Cable Service Interface Specification (DOCSIS) é um padrão internacional para transmissão de dados por uma rede de cabos coaxiais. É empregado por muitos operadores da televisão a cabo para fornecer o acesso da Internet sobre uma infraestrutura de rede HFC. Esse padrão é utilizada por cerca de 37% dos usuários da Internet como forma de acesso. Os números das versões dessa padrão são, às vezes, prefixados com simplesmente "D" em vez de "DOCSIS" (por exemplo, DOCSIS 3 para D3).
Tem como principais concorrentes o padrão DSL/VDSL, o padrão FTTH e o padrão VSAT, concorrendo também indiretamente com o padrão 4G/3G e Wi-fi.

## Histórico
O padrão foi desenvolvido pela CableLabs com a colaboração das empresas ARRIS, BigBand Networks, Broadcom, Cisco, Conexant, Correlant, Harmonic, Intel, Motorola, Netgear, Terayon e Texas Instruments em 1999.

## Versão
DOCSIS 1.0
Lançado em março de 1997, o DOCSIS 1.0 incluiu elementos funcionais dos cable modens proprietários anteriores.
DOCSIS 1.1
Lançado em abril de 1999, DOCSIS 1.1 padronizou os mecanismos de qualidade de serviço (QoS) definidos em DOCSIS 1.0.
DOCSIS 2.0
Lançado em dezembro de 2001, o DOCSIS 2.0 aprimorou as taxas de dados de upstream em resposta ao aumento da demanda por serviços simétricos, como a telefonia IP.
DOCSIS 3.0
Lançado em Agosto de 2006, o DOCSIS 3.0 aumentou significativamente as taxas de dados (desta vez tanto a upstream como a downstream) e introduziu suporte para o Protocolo Internet versão 6(IPv6).
DOCSIS 3.1
Lançado pela primeira vez em outubro de 2013 e atualizado várias vezes desde então, o conjunto de especificações DOCSIS 3.1 suporta capacidades de pelo menos 10 Gbit/s para as taxas de downstream e 1 Gbit/s  para as taxas upstream usando 4096 QAM. As novas especificações eliminam o espaçamento de canal de 6MHz e 8MHz e, em vez disso, utilizam subportadoras ortogonais de multiplexação por divisão de frequência (OFDM) mais estreitas (20 kHz a 50 kHz de largura); Estes podem ser ligados dentro de um espectro de bloco que poderia acabar sendo por cerca de 200MHz de largura.
A tecnologia DOCSIS 3.1 também inclui alguns novos recursos de gerenciamento de energia que ajudarão a indústria de cabo a reduzir seu consumo de energia, e o algoritmo DOCSIS-PI para reduzir a alta latência de pacotes causadas pelo excesso de buffering. Nos Estados Unidos, o provedor de banda larga Comcast anunciou em fevereiro de 2016 que várias cidades dentro de sua cobertura terão disponibilidade DOCSIS 3.1 antes do final do ano. No final de 2016, a Mediacom anunciou que se tornaria a primeira grande empresa de cabo dos EUA a mudar completamente para a plataforma DOCSIS 3.1.
Full Duplex DOCSIS 3.1
Anunciado em fevereiro de 2016 na Conferência de Inverno do CableLabs, o DOCSIS 3.1 Full Duplex é um projeto de inovação para melhorar o DOCSIS 3.1 para usar todo o espectro do cabo (0 MHz a ~ 1,2 GHz) ao mesmo tempo em ambas as direções. Esta tecnologia é proposta para permitir serviços simétricos de múltiplos gigabits, enquanto continua compatível com DOCSIS 3.1. A CableLabs está trabalhando para continuar testando a tecnologia proposta para fazer a transição para um esforço de P&D. 
A compatibilidade de versões cruzadas foi mantida em todas as versões do DOCSIS, com os dispositivos voltado à versão mais comum suportada entre os dois pontos de extremidade: O Cable Modem (CM) e  o Sistema de Transmissão de Cable Modem (CMTS). Por exemplo, se houver um cable modem que suporte apenas o DOCSIS 1.0 e o sistema esteja executando o 2.0, a conexão será estabelecida com taxas de dados do DOCSIS 1.0.

## Versão Europeia
Como a alocação de freqüência diferem na largura de banda entre os sistemas CATV dos Estados Unidos e da Europa, os padrões DOCSIS anteriores a 3.1 foram modificados para uso na Europa. Estas modificações foram publicadas sob o nome EuroDOCSIS. As diferenças entre as larguras de banda existem porque a TV a cabo européia está em conformidade com os padrões PAL/DVB-C da largura de banda do canal RF de 8MHz e a TV a cabo norte-americana está em conformidade com os padrões NTSC/ATSC que especificam 6MHz por canal. A maior largura de banda do canal nas arquiteturas EuroDOCSIS permite que mais largura de banda seja alocada ao caminho de dados downstream. O teste de certificação EuroDOCSIS é executado pela empresa belga Excentis (anteriormente conhecida como tComLabs), enquanto que o teste de certificação DOCSIS é executado pela CableLabs. Normalmente, o equipamento das instalações do cliente recebe "certificação", enquanto o equipamento CMTS recebe "qualificação".

## Padrões internacionais
O Setor de Normatização das Telecomunicações da UIT (UIT-T) aprovou as diversas versões do DOCSIS como normas internacionais. O DOCSIS 1.0 foi ratificado como Recomendação UIT-T J.112, Anexo B (1998), mas foi substituído pelo DOCSIS 1.1, que foi ratificado como Recomendação UIT-T J.112, Anexo B (2001). Subsequentemente, o DOCSIS 2.0 foi ratificado como Recomendação UIT-T J.122. Mais recentemente, o DOCSIS 3.0 foi ratificado como Recomendação UIT-T J.222 (J.222.0, J.222.1, J.222.2, J.222.3).
Nota: Embora a Recomendação UIT-T J.112 Anexo B corresponde a DOCSIS / EuroDOCSIS 1.1, o Anexo A descreve um sistema europeu de modem a cabo ("DVB EuroModem") baseado nas normas de transmissão ATM. O Anexo C descreve uma variante do DOCSIS 1.1 projetada para operar em sistemas de cabos japoneses. O corpo principal da Recomendação UIT-T J.122 corresponde a DOCSIS 2.0, J.122 o Anexo F corresponde a EuroDOCSIS 2.0 e J.122 o Anexo J descreve a variante japonesa de DOCSIS 2.0 (análogo ao Anexo C de J.112).

## Taxa de Transferência
As tabelas assumem modulação de 256 QAM para downstream e 64 QAM para upstream no DOCSIS 3.0 e modulação 4096 QAM para OFDM/OFDMA (primeiros métodos downstream e upstream) no DOCSIS 3.1, embora as taxas de dados do mundo real possam ser menores devido à variação do SNR. Taxas de dados mais elevadas são possíveis, mas requerem esquemas com a modulação de QAM com ordem superior que requerem um MER superior. O DOCSIS 3.1 foi projetado para suportar 8192 QAM até 16384-QAM, mas o suporte até 4096 QAM é obrigatório para atender aos padrões mínimos do DOCSIS 3.1.
| Versão | Downstream               | Downstream                                           | Downstream                   | Downstream              | Downstream                                | Downstream                               | Upstream                   | Upstream                                             | Upstream                     | Upstream                | Upstream                                  |
| Versão | Configuração de canal    | Configuração de canal                                | Configuração de canal        | Configuração de canal   | DOCSIS Taxa de transferência in Mbps      | EuroDOCSIS Taxa de transferência in Mbps | Configuração de canal      | Configuração de canal                                | Configuração de canal        | Configuração de canal   | Taxa de transferência in Mbps             |
| Versão | Número mínimo de canais  | Número mínimo de canais que o hardware deve suportar | Número selecionado de canais | Número máximo de canais | DOCSIS Taxa de transferência in Mbps      | EuroDOCSIS Taxa de transferência in Mbps | Número mínimo de canais    | Número mínimo de canais que o hardware deve suportar | Número selecionado de canais | Número máximo de canais | Taxa de transferência in Mbps             |
| ------ | ------------------------ | ---------------------------------------------------- | ---------------------------- | ----------------------- | ----------------------------------------- | ---------------------------------------- | -------------------------- | ---------------------------------------------------- | ---------------------------- | ----------------------- | ----------------------------------------- |
| 1.x    | 1                        | 1                                                    | 1                            | 1                       | 42.88 (38)                                | 55.62 (50)                               | 1                          | 1                                                    | 1                            | 1                       | 10.24 (9)                                 |
| 2.0    | 1                        | 1                                                    | 1                            | 1                       | 42.88 (38)                                | 55.62 (50)                               | 1                          | 1                                                    | 1                            | 1                       | 30.72 (27)                                |
| 3.0    | 1                        | 4                                                    | m                            | Nenhum máximo definido  | m × 42.88 (m × 38)                        | m × 55.62 (m × 50)                       | 1                          | 4                                                    | n                            | Nenhum máximo definido  | n × 30.72 (n × 27)                        |
| 3.1    | 1 (m1 = 3) OU 1 (m2 = 1) | 2 (m1 = 64) E 24 (m2 = 24)                           | m1 m2                        | Nenhum máximo definido  | m1 × 64.32 (m1 × 54) m2 × 42.88 (m2 × 38) | ?                                        | 1 (n1 = 1) E/OU 1 (n2 = 1) | 2 (n1 = 32) E 8 (n2 = 8)                             | n1 n2                        | Nenhum máximo definido  | n1 × 64.32 (n1 × 54) n2 × 30.72 (n2 × 27) |

Para DOCSIS 3.0, a taxa máxima teórica para o número de canais ligados está listado na tabela abaixo.
| Configuração de canal        | Configuração de canal      | Taxa de transferência para Downstream | Taxa de transferência para Downstream | Taxa de transferência para Upstream |
| Números de canais Downstream | Números de canais Upstream | DOCSIS                                | EuroDOCSIS                            | Taxa de transferência para Upstream |
| ---------------------------- | -------------------------- | ------------------------------------- | ------------------------------------- | ----------------------------------- |
| 4                            | 4                          | 171.52 (152) Mbit/s                   | 222.48 (200) Mbit/s                   | 122.88 (108) Mbit/s                 |
| 8                            | 4                          | 343.04 (304) Mbit/s                   | 444.96 (400) Mbit/s                   | 122.88 (108) Mbit/s                 |
| 16                           | 4                          | 686.08 (608) Mbit/s                   | 889.92 (800) Mbit/s                   | 122.88 (108) Mbit/s                 |
| 24                           | 8                          | 1029.12 (912) Mbit/s                  | 1334.88 (1200) Mbit/s                 | 245.76 (216) Mbit/s                 |
| 32                           | 8                          | 1372.16 (1216) Mbit/s                 | 1779.84 (1600) Mbit/s                 | 245.76 (216) Mbit/s                 |

Observe que o número de canais de um sistema a cabo pode suportar depende da configuração do sistema. Por exemplo, a quantidade de largura de banda disponível em cada direção, a largura dos canais selecionados na direção e restrições de hardware limitam a quantidade máxima de canais em cada direção. Note-se também que, como em muitos casos a capacidade do DOCSIS é compartilhada entre vários usuários, a maioria das empresas de cabo não vende a capacidade técnica máxima disponível como produto comercial, para reduzir o congestionamento em caso de uso pesado no sistema.
Observe que a largura de banda downstream máxima em todas as versões do DOCSIS depende da versão do DOCSIS usada e o número de canais upstream usados. Se DOCSIS 3.0 é usado, as larguras de canal upstream são independentes de se está sendo utilizado o DOCSIS ou EuroDOCSIS.